# Nemoraea grandis
Nemoraea grandis är en tvåvingeart som först beskrevs av Walker 1853.  Nemoraea grandis ingår i släktet Nemoraea och familjen parasitflugor. Inga underarter finns listade i Catalogue of Life.